# Ricercar Consort
 (octobre 2023).
La mise en forme du texte ne suit pas les recommandations de Wikipédia : il faut le « wikifier ».
Les points d'amélioration suivants sont les cas les plus fréquents. Le détail des points à revoir est peut-être précisé sur la page de discussion.
- Les titres sont pré-formatés par le logiciel. Ils ne sont ni en capitales, ni en gras.
- Le texte ne doit pas être écrit en capitales (les noms de famille non plus), ni en gras, ni en italique, ni en « petit »…
- Le gras n'est utilisé que pour surligner le titre de l'article dans l'introduction, une seule fois.
- L'italique est rarement utilisé : mots en langue étrangère, titres d'œuvres, noms de bateaux, etc.
- Les citations ne sont pas en italique mais en corps de texte normal. Elles sont entourées par des guillemets français : « et ».
- Les listes à puces sont à éviter, des paragraphes rédigés étant largement préférés. Les tableaux sont à réserver à la présentation de données structurées (résultats, etc.).
- Les appels de note de bas de page (petits chiffres en exposant, introduits par l'outil «  Source ») sont à placer entre la fin de phrase et le point final[comme ça].
- Les liens internes (vers d'autres articles de Wikipédia) sont à choisir avec parcimonie. Créez des liens vers des articles approfondissant le sujet. Les termes génériques sans rapport avec le sujet sont à éviter, ainsi que les répétitions de liens vers un même terme.
- Les liens externes sont à placer uniquement dans une section « Liens externes », à la fin de l'article. Ces liens sont à choisir avec parcimonie suivant les règles définies. Si un lien sert de source à l'article, son insertion dans le texte est à faire par les notes de bas de page.
- La présentation des références doit suivre les conventions bibliographiques. Il est recommandé d'utiliser les modèles {{Ouvrage}}, {{Chapitre}}, {{Article}}, {{Lien web}} et/ou {{Bibliographie}}. Le mode d'édition visuel peut mettre en forme automatiquement les références.
- Insérer une infobox (cadre d'informations à droite) n'est pas obligatoire pour parachever la mise en page.

Pour une aide détaillée, merci de consulter Aide:Wikification.
Si vous pensez que ces points ont été résolus, vous pouvez retirer ce bandeau et améliorer la mise en forme d'un autre article.
 (octobre 2023).
Le Ricercar Consort est un ensemble instrumental (et choral) belge (Wallonie) de musique baroque fondé le 1er avril 1980.

## Historique
Le Ricercar Consort a été fondé en  avril 1980 par le gambiste Philippe Pierlot, l'organiste Bernard Foccroulle et le violoniste François Fernandez en même temps que le label discographique Ricercar.
Le Ricercar Consort a produit plusieurs enregistrements sous la direction artistique du musicologue liégeois Jérôme Lejeune, qui en assurait également la production et la prise de son.
Le 1er avril 2020, le label Outhere Music poste sur son compte Facebook, en hommage au Ricercar Consort, et le jour du 40ème anniversaire de l'ensemble baroque, une vidéo de 2:07 proposant un pot-pourri d'images d'archives avec, en fond audio "deluxe", un extrait du tout premier enregistrement du Ricercar Consort, "La Bourée" du compositeur Michael Prætorius.

## Personnel
Source

### Membres passés ou présents
Adrian Chamorro, Ageet Zweistra, Alain De Rijckere, Alain Pire, Alessandro Pique, Alice Pierot, Andreas Preuss, Anette Sichelschmidt, Anna Zander, Anne Maury, Anne Pekkala, Annelise Decoq, Annick Renwart, Bernard Foccroulle, Blai Justo, Carlos Mena, Christine Angot, Daniel Zapico, Danielle Etienne, Dmitry Badiarov, Dorothea Jappe, Eduardo Egüez, Emmanuel Alemany, Emmanuel Balssa, Emmanuel Laporte, Enrico Gatti, Eric Mathot, Florence Malgoire, Francis Jacob, Franck Poitrineau, François Fernandez, François Guerrier, François Petit-Laurent, Françoise Rojat, Frank Coppieters, Frédéric de Roos, Friedemann Immer, Gabriel Grosbard, Gail Ann Schroeder, Georges Barthel, Georges Longrée, Géraldine Roux, Ghislaine Wauters, Giovanna Pessi, Guy Ferber, Guy Penson, Guya Martinini, Hans Jörg Mammel, Harry Ries, Helena Ek, Hervé Douchy, Hidemi Suzuki, Hugo Reyne, Jan Börner, Jan Kobow, Jan Willem Jansen, Jean-Marc Philippe, Jin Kim, Johan Huys, Jose Antonio Carril, Julie Borsodi, Julien Wolfs, Kaori Uemura, Kees Boeke, Lisa Goldberg, Luca Guglielmi, Lucile Boulanger, Luis Otavio Santos, Maia Silberstein, Maite Larburu, Marc Hantaï, Marc Minkowski, Marcel Ponseele, Margaret Urquhart, Maria Keohane, Mariëtte Holtrop, Matthias Vieweg, Mechthilde Werner, Michael Jappe, Michel Renard, Michèle Sauvé, Michiyo Kondo, Mieneke Van Der Velden, Mihoko Kimura, Mika Akiha, Pascal Monteilhet, Pascale Haag, Patrick Beaugiraud, Patrick Beuckels, Patrick Denecker, Peter Wuttke, Philippe Malfeyt, Philippe Pierlot, Pierre Hantaï, Pierre-Eric Nimilowicz, Piet Stryckers, Rainer Arndt, Rainer Zipperling, René Maze, Roel Dieltiens, Salomé Gasselin, Sandrine Dupé, Simon Heyerick, Sofia Diniz, Sophie Gent, Sophie Watillon, Stephan Macleod, Stéphanie De Failly, Stephen Freeman, Taka Kitazato, Thomas Holzinger, Tuomo Suni, Wim Becu, Yvon Repérant.

### Invités
De nombreux solistes ont collaboré avec le Ricercar Consort : 
- les sopranos Greta De Reyghere, Agnès Mellon et Núria Rial
- les contre-ténors Dominique Visse, James Bowman, Henri Ledroit et Carlos Mena
- les ténors Guy De Mey (en), Stéphane Van Dijck et Hervé Lamy
- la  basse Max van Egmond

Plusieurs instrumentistes de renom ont également collaboré avec le Ricercar Consort :
- les gambistes Sophie Watillon et Kaori Uemura
- les théorbistes Rolf Lislevand et Vincent Dumestre
- le claveciniste Guy Penson
- l'organiste - claveciniste Robert Kohnen
- le hautboïste Marcel Ponseele

## Discographie sélective
- 1988 : Deutsche Barock Kantaten (III) (Schein, Tunder, Buxtehude) avec Greta De Reyghere et Agnès Mellon
- 1989 : Deutsche Barock Kantaten (V) (Hammerschmidt, Selle Schein, Schütz, Tunder, Weckmann, Lübeck) avec Greta De Reyghere, Agnès Mellon et Dominique Visse
- 1989 : Motets à deux voix de Henri Dumont avec Greta De Reyghere, Agnès Mellon, James Bowman, Guy De Mey et Max Van Egmond
- 1989 : Cembalo Konzerte e-moll, Sinfonia d-moll, Konzert f-dur de Wilhelm-Friedemann Bach avec Guy Penson
- 1992 : Die familie Bach (avec le Collegium Vocale et la Capella Sancti Michaelis)
- 1994[5] : Orlande de Lassus : Chansons, avec la soprano Delphine Collot, 1 CD Ricercar RIC154149 (enregistrement réalisé en 1994 à Charneux, Belgique en collaboration avec le festival de Wallonie ; le Ricercar Consort se compose alors de : Francois Fernandez (violin), Piet Strijckers, Sophie Watillon (viola da gamba), Vincent Dumestre (theorbo), Siebe Henstra (cembalo, organ), Philippe Pierlot (viola da gamba, direction))[6]
- 1995 : Matthäus Passion (1672) de Johann Sebastiani (Deutsche Barock Kantaten XI)
- 2005 : Stabat Mater et Salve Regina a voce sola di Contralto de Giovanni Battista Pergolesi; Concerto per quartetto en fa mineur de Francesco Durante; avec Núria Rial (soprano) et Carlos Mena (contre-ténor), Philippe Pierlot (dir.) (Mirare Productions)
- 2009 : Auferstehungshistorie SWV 50 de Heinrich Schütz
- 2011 : Apothéoses de François Couperin (Mirare)[7]
- 2013 : Conjuration de Matthias Weckmann (Mirare)
- 2015 : L'Offrande musicale de Jean-Sébastien Bach (Mirare)

En 2017, l'ensemble se voit décerner l'octave "Musiques classiques" en compagnie de Philippe Pierlot pour l'interprétation d'œuvres de Biber et d'autres compositeurs du siècle dans « Imitatio ».